# Amomum squarrosum
Amomum squarrosum är en enhjärtbladig växtart som beskrevs av Henry Nicholas Ridley. Amomum squarrosum ingår i släktet Amomum och familjen Zingiberaceae. Inga underarter finns listade i Catalogue of Life.